# 渡辺幸伸
渡辺 幸伸（わたなべ ゆきのぶ、1968年1月6日 - ）は、日本の政治家。岐阜県御嵩町長（1期）。

## 来歴
岐阜県御嵩町生まれ。御嵩町立上之郷小学校、御嵩町立上之郷中学校、岐阜県立東濃高等学校卒業。愛知大学法経学部Ⅱ部卒業。1986年4月に岐阜県庁に入庁。入庁時は岐阜県警事務職員であったが、1991年から岐阜県職員となる。県庁舎建設課課長、県庁舎開設準備課課長として岐阜県庁舎の新庁舎（2022年12月竣工）に関わる。他に総務部次長を歴任。2023年3月に岐阜県庁を退庁。
2023年6月20日に告示、同月25日にに行われた町長選で、前御嵩町議会議員の福井俊雄と新人同士の一騎打ちを制し初当選
※当日有権者数：14,541人 最終投票率：57.49%（前回比：pts）
| 候補者名 | 年齢 | 所属党派 | 新旧別 | 得票数  | 得票率 | 推薦・支持 |
| -------- | ---- | -------- | ------ | ------- | ------ | ---------- |
| 渡辺幸伸 | 55   | 無所属   | 新     | 5,903票 | 72.10% |            |
| 福井俊雄 | 68   | 無所属   | 新     | 2,285票 | 27.90% |            |